# بمنی‌فوسبوویر
بمنی‌فوسبوویر (انگلیسی: Bemnifosbuvir) (AT-527, RO7496998) یک داروی ضد ویروس است که توسط شرکت دارویی Atea Pharmaceuticals ساخته شده و برای توسعه بالینی مجوز هوفمان-لا روش را دریافت کرده است. این دارو که در چندین مرحله به نوکلئوتید فعال تری فسفات AT-9010 متابولیزه می‌شود، به عنوان یک مهارکننده RNA پلیمراز عمل می‌کند و در نتیجه با تکثیر ویروسی تداخل می‌کند. این دارو یک پیش‌داروی جدید آنالوگ نوکلئوتیدی که در اصل برای درمان هپاتیت ث ساخته شده است. AT-527 برای درمان بیماری‌های کرونایی مانند آنچه که توسط کروناویروس سندرم حاد تنفسی ۲ تولید می‌شود، مورد تحقیق قرار گرفته است. در آزمایش‌های بالینی اولیه نتایج خوبی نشان داد، اما در مراحل بعدی نتایج متناقضی داشت، بنابراین آزمایش‌های برنامه‌ریزی‌شده فاز ۳ در حال طراحی مجدد هستند و تا اواخر سال ۲۰۲۲ میلادی انتظار نمی‌رود نتایج حاصل شود.